# St-Pierre (Anais)

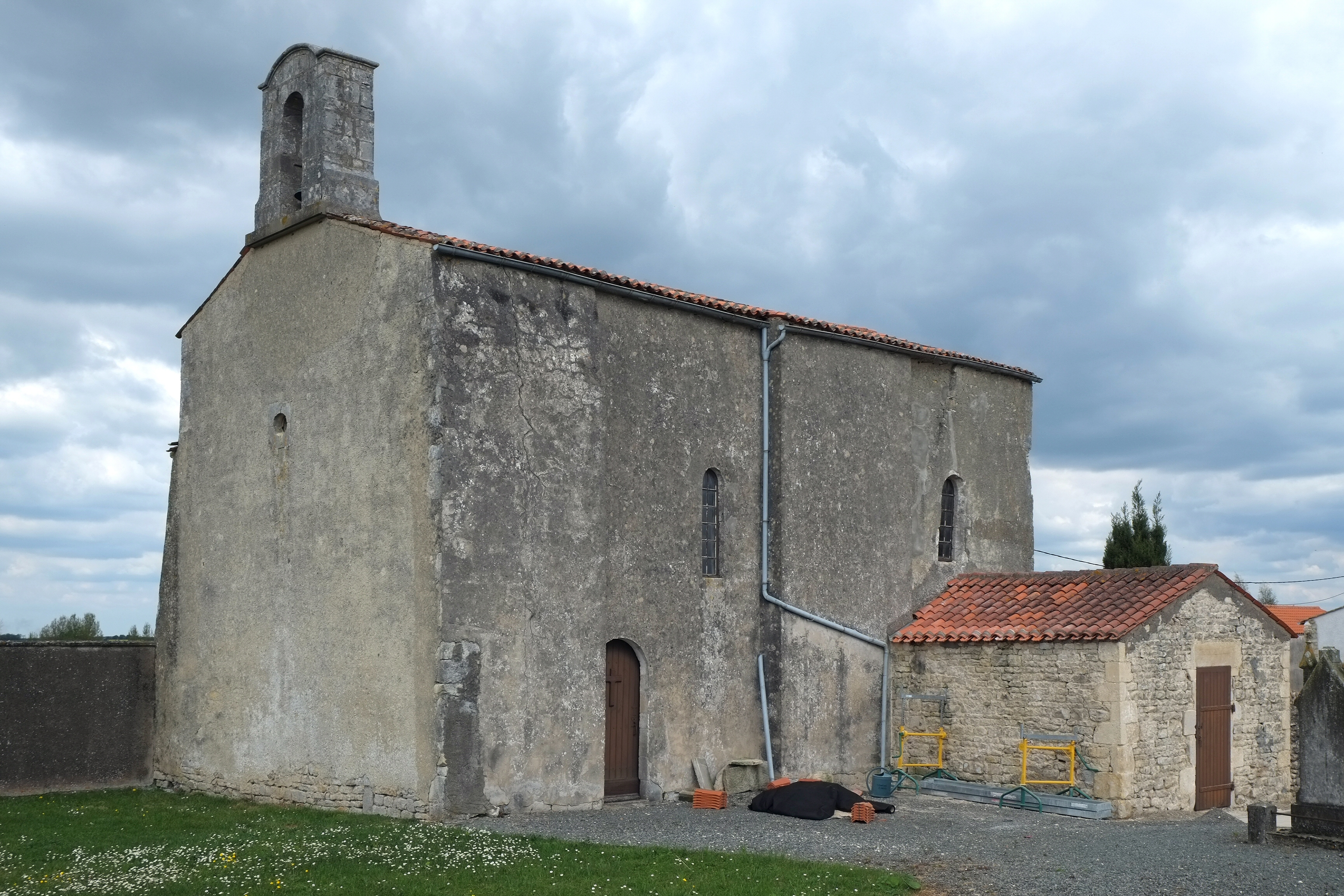
Kirche St-Pierre in Anais

Die Pfarrkirche St-Pierre in Anais, einer französischen Gemeinde im Département Charente-Maritime in der Region Nouvelle-Aquitaine wurde im 10. Jahrhundert errichtet und 1601 wieder aufgebaut.
Der Bau aus Kalksteinmauerwerk wurde ursprünglich von den Mönchen des Benediktinerklosters Saint-Martial in Limoges errichtet. Während der Hugenottenkriege wurde die Kirche weitgehend zerstört, beim Wiederaufbau entstand eine kleinere Kirche ohne den ursprünglichen Chor.
Während der Säkularisation infolge der Revolution wurde der Bau aufgegeben und verfiel. Steine wurden für den Bau der Kirche St-André in Le Gué-d’Alleré verwendet. Im späten 19. Jahrhundert wurde die Kirche mit dem Patrozinium des Apostels Petrus von den Einwohnern wieder aufgebaut.
Die Sakristei wurde im 20. Jahrhundert angebaut.